# 王莹 (跆拳道运动员)
王瑩（1984年2月15日—），安徽宣城人，中國女子跆拳道運動員。

## 生涯
王瑩雖然是跆拳道運動員，但最初的她是一位田徑運動。在1997年時，她就於李季珍教練的帶領下在安徽省宣城市體育學校練習田徑。一年後，她轉為練跆拳道。當時她是安徽省體育學校的學生，教練是王定力。2000年，她成為安徽跆拳道隊一員，兩年後，她晉升至國家隊，教練同是周仁志。
在2005年，王瑩先後於西班牙馬德里舉行的世界錦標賽中的女子51公斤級小項決賽以3:2取勝，奪得中國隊於該賽事的第一面金牌。5個月後的十運會，王於跆拳道項目的女子49公斤級小項擊敗廣西對手，摘下十運會中的首面跆拳道項目金牌。
翌年，王瑩因手部受傷而休養近半年，缺席全國錦標賽及南韓昌平舉行的世界杯。而在年尾的多哈亞運，她於跆拳道項目的女子51公斤級小項的八強賽事中以2:3不敵對手出局。
2007年，王瑩於北京的世界錦標賽取得女子51公斤級小項的銀牌。2009年退役，2012年辞去安徽省跆拳道队教练职务，并考入北京体育大学就读硕士研究生。毕业后，在宣城开设跆拳道馆。